# Чино-Хилс
Чи́но-Хилс (англ. Chino Hills) — город в округе Сан-Бернардино, штат Калифорния, США. Является пригородом Лос-Анджелеса. Население по данным переписи 2010 года составляет 74 799 человек.
Чино-Хилс занимает 34-е место в рейтинге журнала Money «Лучшие места для жизни 2012». Кроме того, это 6-й город США по уровню дохода населения (среди городов с населением от 65 000 до 250 000 человек) и 13-й самый безопасный город страны по данным Федерального бюро расследований за 2008 год.

## География
Расположен в юго-западной оконечности округа Сан-Бернардино. Город граничит с округами Лос-Анджелес (на северо-западе), Ориндж (на юге) и Риверсайд (на юго-востоке).
По данным Бюро переписи населения США площадь города составляет 115,899 км², из них 115,723 км² — суша и 0,175 км² (0,15 %) — открытые водные поверхности.

## Население
Население по данным переписи 2010 года составляет 74 799 человек. Плотность населения — 645 чел/км². Расовый состав: белые (50,8 %), афроамериканцы (4,6 %), коренные американцы (0,5 %), азиаты (30,3 %), выходцы с островов Тихого океана (0,2 %), представители других рас (8,7 %) и представители двух и более рас (4,9 %). Доля латиноамериканцев всех рас составляет 29,1 %.
Из 22 941 домашних хозяйств в 48,1 % — воспитывали детей в возрасте до 18 лет, 69,0 % представляли собой совместно проживающие супружеские пары, в 10,4 % хозяйств женщины проживали без мужей, в 4,8 % — мужчины проживали без женщин. 11,8 % домохозяйств состояли из одного человека, при этом 3,1 % составили одинокие пожилые люди в возрасте 65 лет и старше. В среднем домашнее хозяйство ведут 3,25 человек, а средний размер семьи — 3,54 человек.
Доля лиц в возрасте менее 18 лет — 27,1 %; от 18 до 24 лет — 9,6 %; от 25 до 44 лет — 27,0 %; от 45 до 64 лет — 29,3 % и лиц в возрасте старше 65 лет — 7,0 %. Средний возраст населения — 36,6 лет. На каждые 100 женщин в среднем приходится 97,7 мужчин. На каждые 100 женщин в возрасте старше 18 лет приходится 94,7 мужчин.
Средний доход на домашнее хозяйство по данным переписи 2010 года составляет $97 065, при этом 6,3 % населения живут за чертой бедности.
Динамика численности населения города по годам:
| 1990   | 2000   | 2010   |
| ------ | ------ | ------ |
| 27 608 | 66 787 | 74 799 |